# 폴 마이클 글레이저
폴 마이클 글레이저(Paul Michael Glaser, 1943년 3월 25일 ~ )는 미국의 배우, 영화 감독, 각본가, 텔레비전 배우, 영화배우, 영화 프로듀서이다.
케임브리지에서 태어났다.

## 영화
- 레고: 클러치 파워의 모험 (2010년)
- 크리미널 마인드 4 (2008년)
- 라이브! (2007년)
- 레인즈 (2007년)
- 페이스리스 (2006년)
- 레이디스 나잇 (2005년)
- 스타스키와 허치 (2004년) - 오리지널 스타스키 역
- 라스베가스 (2003년)
- 사랑할 때 버려야 할 아까운 것들 (2003년)
- F-스탑스 (2001년)
- 저징 에이미 (1999년)
- 카잠 (1996년)
- 특수 효과 (1996년)
- 사랑은 은반 위에 (1992년)
- 러닝맨 (1987년)
- 공모 지대 (1986년)
- 어메이징 스토리 (1985년)
- 마이애미의 두 형사 (1984년)
- 프린세스 데이지 (1983년)
- 포비아 (1980년) - Dr. 피터 로스 역
- 형사 스타스키와 허치 (1975년)
- 나비의 외출 (1972년)
- 지붕 위의 바이올린 (1971년)